# Nacerdes hilleri
Nacerdes hilleri là một loài bọ cánh cứng trong họ Oedemeridae. Loài này được Harold miêu tả khoa học năm 1878.